# Geraldine Harrisová
Geraldine Harrisová (* 1951) nebo také Geraldine Harrisová Pinchová je britská egyptoložka. Působí na fakultě orientálních studií na Oxfordské univerzitě. Je autorkou mnoha beletristických i naučných knih o starověkém Egyptě. Mezi její díla patří Seven Citadels.